# Pararge elegantia
Pararge elegantia är en fjärilsart som beskrevs av Hans Fruhstorfer 1909. Pararge elegantia ingår i släktet Pararge och familjen praktfjärilar. Inga underarter finns listade i Catalogue of Life.